# Kaczka (Mazovie)
Pour les articles homonymes, voir Kaczka.
Kaczka (prononciation : [ˈkat͡ʂka]) est un village polonais de la gmina de Goworowo dans le powiat d'Ostrołęka de la voïvodie de Mazovie dans le centre-est de la Pologne.
Il se situe à environ 6 kilomètres au sud de Goworowo (siège de la gmina), 25 kilomètres au sud d'Ostrołęka (siège du powiat) et à 81 kilomètres au nord-est de Varsovie (capitale de la Pologne).

## Histoire
De 1975 à 1998, le village appartenait administrativement à la voïvodie d'Ostrołęka.